# Polizia politica
Per polizia politica si intende una forza di polizia che operi per la prevenzione e la repressione dei reati contro la personalità interna ed internazionale di uno Stato. Nei Paesi democratici essa contrasta l'eversione dell'ordine democratico da parte di gruppi estremistici, compreso il terrorismo politico.
In alcuni Stati viene utilizzato il termine "polizia di sicurezza" o, come in Italia, "polizia di prevenzione".

## Attività
Essa effettua opera di prevenzione e repressione dei reati di natura politica e contro il terrorismo politico e religioso, nazionale e internazionale, a contrasto dell'eversione dell'ordine democratico. Opera altresì per la tutela dell'ordine pubblico.

## Caratteristiche
A differenza della polizia segreta dei paesi dittatoriali, è tenuta al rispetto dell'ordinamento giuridico e dei diritti civili dei soggetti indagati, come ogni altra forza di polizia.
Generalmente risponde direttamente al vertice dell'organo politico (in Italia invece al capo della polizia).

## Nel mondo

### Italia
Nell'Italia repubblicana il ruolo di polizia politica è stato svolto fino al 1978 dall'Ufficio Affari Riservati del ministero dell'Interno. Successivamente dall'UCIGOS e oggi dalla Direzione Centrale della Polizia di Prevenzione (DCPP), del Dipartimento della pubblica sicurezza del ministero dell'Interno, mentre sul territorio è svolto dalle DIGOS.